# Undertrykkelsens sang
Undertrykkelsens sang er en dansk dokumentarfilm fra 2020 instrueret af Estephan Wagner og Marianne Hougen-Moraga.

## Handling
I 1961, flyttede den tyske missionær Paul Schäfer til Chile med sin evangeliske kirkeforsamling. Deres officielle formål var at hjælpe de fattige. De oprettede Colonia Dignidad (Værdighedens Koloni), der forvandlede sig til en lukket sekt. Igennem mere end 40 år levede kolonien med systematisk vold og børnemisbrug. Og under Pinochets diktatur hjalp kolonien med at torturere, dræbe og lave massegrave til politiske fanger på deres 16.000 hektar store land. Filmen undersøger, hvordan de, der er blevet tilbage, forholder sig til fortiden og skaber mening i nutiden. Undervejs mødes dem, der fuldstændig fornægter rædslerne, som har fundet sted og kun ønsker at mindes de gode øjeblikke, dem, der stadig kæmper med enorme, psykiske følger og dem, som er fanget et sted midt imellem.